# Dragan Radojičić
Dragan Radojičić (Дpaгaн Paдojичић) (1970. június 3. –) montenegrói labdarúgóedző, korábban középpályás. A FK Sutjeska Nikšić edzőjeként csapatával a 2012-13-as montenegrói bajnokságban aranyérmes lett.